# Joseph Rickaby
Joseph John Rickaby (York, 1845 – 1932) è stato un presbitero e filosofo inglese, appartenente all’Ordine dei Gesuiti.

## Biografia
Nativo di Everingham, fu educato allo Stonyhurst College e ordinato sacerdote nel 1877. Insieme a Richard F. Clarke, Herbert Lucas e suo fratello John Rickaby, fu soprannominato come uno dei Stonyhurst Philosophers, influente gruppo della Neoscolastica inglese. Quando era studente del St Beuno's Jesuit Spirituality Centre di Tremeirchion, fu in ottimi rapporti di amicizia con Gerard Manley Hopkins, ordinato sacerdote nel suo stesso giorno.
Affiliato alla Clarke Hall del Worcester College di Oxford, tenne conferenze agli studenti cattolici di Oxford e di Cambridge. Il suo Moral Philosophy: Ethics Deontology and Natural Law è citato da Charles E. Raven in Science, Religion, and The Future (1943, p. 9).

## Opere
- Aquinas Ethicus, traduzione delle parti principali della seconda parte della Summa Theologica, in due volumi: Volume 1 e Volume 2 (1892)
- The First Principles of Knowledge (1888)
- Notes on St. Paul: Corinthians, Galatians, Romans (1898)
- Oxford & Cambridge Conferences 1897-1899 (1899)
- Political and Moral Essays (1902)
- Free Will and Four English Philosophers: Hobbes, Locke, Hume and Mill (1906)
- The Divinity of Christ, lettura universitaria (1906)
- Scholasticism (1908)
- Four-Square: or, The Cardinal Virtues (1908)
- Newman Memorial Sermon (1910)
- An Index to the Works of John Henry Cardinal Newman (1914)
- Moral Philosophy: Ethics, Deontology and Natural Law (1918)
- Practice of Perfection and Christian Virtues, traduzione dell'originale ispanico di Alonso Rodriguez Ejercicio de Perfección y Virtudes Cristianas, completa in due volumi (1929).
- Of God and His Creatures (annotated, abridged translation of the Summa Contra Gentiles), by Saint Thomas Aquinas, London, Burnes & Boates, 1905 (archiviato dall'url originale il 29 febbraio 2020).